# Real Works
Real Works es un estudio de cine pornográfico japonés. Se integró en el conglomerado de AV KM Produce en 2011.

## Historia
Real Works lanzó sus primeros vídeos en enero de 2005 anunciando una alineación estelar de actrices AV que anteriormente habían estado con otros estudios: Hitomi Hayasaka, Ran Monbu, Naho Ozawa, Akane Sakura, Yuna Mizumoto, Momo Nakamura, Yui Seto, Miyu Sugiura, Yui Miho y Sumire Aida. Después de que S1 No. 1 Style introdujera el nuevo estilo de censura de mosaico digital menos disimulado a finales de 2004, varias otras compañías siguieron su ejemplo en 2005, entre ellas Real Works con su serie Super Digimo (超デジモ).
La empresa también produjo en 2007 una serie de emisiones nocturnas de 30 minutos con algunas de sus mejores actrices para la cadena de televisión para adultos ENTA! 371 (エンタ！371), parte de la red de televisión por satélite SkyPerfecTV.
Real Works estaba afiliada a los estudios Media Station (Plan Cosmos) y KMP y KMP gestionaba el sitio web de Real Works. Sin embargo, al menos en abril de 2011, el sitio web de Real Works anunció que Real se había integrado en el sitio web de KMP y, a partir de febrero de 2011, los sellos Real, Ecstasy y M también se incorporaron.

## AV Grand Prix
Real Works fue una de las 16 productoras audiovisuales que compitieron en la sección principal del concurso AV Open 2006. Su propuesta, Special Galactic All-Stars (責め痴女 ハーレムSPECIAL), con Karen Kisaragi, Riko Tachibana, Hotaru Akane, Noa y Nashigo Tanaka, recibió un premio especial de manos del presidente honorario del certamen.
El nominado de la compañía para el AV Open 2007 fue también un vídeo de varias actrices, I Will Become Your Wife - Harem 4-Hour Special (奥さんになってあげる ハーレム4時間スペシャル), y protagonizada por Noa, @You, Misaki Asoh, Moe Oishi y Emi Haruna. La obra quedó en noveno lugar en el concurso.

## Actrices
Algunas AV Idols que han actuado para Real Works han sido:
- Airi & Meiri
- Hotaru Akane
- Hitomi Hayasaka
- Hikari Hino
- Hime Kamiya
- Karen Kisaragi
- Yuna Mizumoto
- Yuka Osawa
- Maria Ozawa
- Riko Tachibana